# Lista över tyska dagstidningar
Detta är en lista över tyska dagstidningar.

## Tidningar i bokstavsordning

### Tyskspråkiga dagstidningar i Tyskland
Tidningarna listas i svensk alfabetisk ordning och med svensk stavningskonvention (ß skrivs normalt ut som ss på svenska). Många lokaltidningar som inte är upptagna i listan ges ut som extra lokaldelar till regionala tidningar.
- Aachener Nachrichten
- Aachener Zeitung
- Abendzeitung
- Allgemeine Zeitung
- Augsburger Allgemeine
- Badische Neueste Nachrichten
- Badische Zeitung
- Badisches Tagblatt
- Berliner Kurier
- Berliner Morgenpost
- Berliner Zeitung
- Bild
- Braunschweiger Zeitung
- B.Z.
- Börsen-Zeitung
- Cellesche Zeitung
- Darmstädter Echo
- Dithmarscher Landeszeitung
- Donaukurier
- Emder Zeitung
- Esslinger Zeitung
- Express
- Frankfurter Allgemeine Zeitung
- Frankfurter Rundschau
- Freie Presse
- Fränkischer Tag
- Fuldaer Zeitung
- General-Anzeiger (Bonn)
- Giessener Allgemeine
- Giessener Anzeiger
- Die Glocke
- Hamburger Abendblatt
- Hamburger Morgenpost
- Hanauer Anzeiger
- Handelsblatt
- Hannoversche Allgemeine Zeitung
- Heilbronner Stimme
- Hessische/Niedersächsische Allgemeine
- junge Welt
- Kieler Nachrichten
- Kreiszeitung
- Kunstzeitung
- Kölner Stadt-Anzeiger
- Landeszeitung für die Lüneburger Heide
- Lausitzer Rundschau
- Leipziger Volkszeitung
- Ludwigsburger Kreiszeitung
- Lübecker Nachrichten
- Main-Echo
- Main-Post
- Mannheimer Morgen
- Mindener Tageblatt
- Mittelbayerische Zeitung
- Mitteldeutsche Zeitung
- Münchner Merkur
- Märkische Allgemeine
- Märkische Oderzeitung
- Neue Osnabrücker Zeitung
- Neue Ruhr Zeitung
- Neues Deutschland
- Der neue Tag
- Neue Westfälische
- Nordkurirer
- Nordwest-Zeitung
- Nürnberger Nachrichten med Nürnberger Zeitung
- Oberhessische Presse
- Offenbach-Post
- Offenburger Tageblatt
- Oldenburgische Volkszeitung
- Ostsee-Zeitung
- Ostthüringer Zeitung
- Passauer Neue Presse
- Pforzheimer Zeitung
- Recklinghäuser Zeitung
- Reutlinger General-Anzeiger
- Rheinische Post
- Die Rheinpfalz
- Rhein-Neckar-Zeitung
- Rhein-Zeitung
- Ruhr-Nachrichten
- Saarbrücker Zeitung
- Schwarzwälder Bote
- Schweriner Volkszeitung
- Schwäbische Zeitung
- Siegener Zeitung
- Straubinger Tagblatt
- Stuttgart Journal
- Stuttgarter Zeitung med Stuttgarter Nachrichten
- Süddeutsche Zeitung
- Südkurier
- Südwest Presse
- Sächsische Zeitung
- Tagesnachrichten für taubblinde Menschen
- Die Tagespost
- Der Tagesspiegel med Potsdamer Neueste Nachrichten
- die tageszeitung
- Thüringer Allgemeine
- Thüringische Landeszeitung
- Traunsteiner Tagblatt
- Trierischer Volksfreund
- Trostberger Tagblatt
- tz
- Täglicher Hafenbericht
- Volksstimme
- Waldeckische Landeszeitung
- Die Welt
- Die Welt kompakt
- Weser-Kurier med Bremer Nachrichten
- Westdeutsche Allgemeine Zeitung
- Westdeutsche Zeitung
- Westfalen-Blatt
- Westfalenpost
- Westfälische Nachrichten med Münstersche Zeitung
- Westfälischer Anzeiger
- Westfälische Rundschau
- Wetzlarer Neue Zeitung
- Wiesbadener Kurier med Wiesbadener Tagblatt
- Ärzte-Zeitung

### Icke tyskspråkiga dagstidningar utgivna i Tyskland
- Aydınlık (turkiska)
- Dnevni avaz (bosniska)
- Flensborg Avis (danska)
- Handelsblatt Global Edition (engelska)
- Hürriyet (turkiska)
- Kurir (serbiska)
- Oslobođenje (bosniska)
- Serbske Nowiny (högsorbiska)
- Slobodna Dalmacija (kroatiska)
- Stars and Stripes (engelska)
- Sözcü (turkiska)
- Tercüman (turkiska)
- Türkiye (turkiska)
- Vesti (serbiska)
- Yeni Özgür Politika (turkiska och kurdiska)

## Historik
Redan före slutet av 1600-talet hade nästan varje större tysk stad sin tidning och som föregångare fanns även handskrivna veckobrev. Hamburgischer Correspondent grundades 1714. I Berlin grundades Vossische Zeitung (1722-1934) och Spenersche Zeitung (1740-1874). Men det var först under Franska revolutionen som pressen vann i betydelse. Allgemeine Zeitung (1798-1929) grundades av Johann Friedrich Cotta och utgavs först i Tübingen, 1810-1882 i Augsburg och 1882-1929 i München. Pressen fick en kort tid av frihet efter att Napoleon I:s tvångsvälde upphört och innan tyska förbundsdagen genom Karlsbadbesluten 1819 införde sträng censur. Niebuhr grundade Preussischer Correspondeht och Görres Rheinischer Mercur (1814-1816). I brist på fri press, inrättade regeringarna officiella tidningar som Allgemeine Preussische Staats-Zeitung (1819, från 1871 Deutscher Reichsanzeiger), en motsvarighet till Post- och Inrikes Tidningar. Heinrich Brockhaus i grundade 1837 den frihandelsvänliga Leipziger Allgemeine Zeitung, som var föregångare till den 1861 i Berlin grundade konservativa Norddeutsche Allgemeine Zeitung (Bismarcks organ), vilken 1918 nybildades som Deutsche Allgemeine Zeitung (nedlagd 1945). Gervinus i Heidelberg grundade Deutsche Zeitung (1847-1849), som försvarade konstitutionalismen. När Karlsbadbesluten och censuren hävdes 1848 fick pressen ny kraft, med hjälp av rotationspressen (uppfanns 1846) och telegrafen. En stämpelskatt för tidningar som hade införts 1822, upphävdes 1874, vilket underlättade postbefordran. Åren 1823-1847 hade bara 22 nya tidningar grundats, men 1847-1850 tillkomm 66 stycken. När Tyska riket förenades 1871 utgavs där 948 tidningar, tio år senare var de 2337 stycken och 1907 över 7000 stycken.
Framgångsrika tidningar under andra hälften av 1800-talet var den nationalliberala Nationalzeitung (grundad 1848), framstegsorganet Vossische Zeitung, den demokratiska Volkszeitung (1849), den konservativa Neue Preussische Kreuzzeitung (1848), centerns Germania, den frikonservativa Post, Norddeutsche Allgemeine Zeitung, de liberale judarnas organ Berliner Tageblatt, Freisinnige Zeitung, den liberala men antisemitiska Staatsbürgerzeitung, Berliner Lokalanzeiger, Allgemeine Zeitung, Kölnische Zeitung, Hamburgischer Correspondent, Hamburger Nachrichten (1792), Hamburger Echo, Kölnische Volkszeitung (1860), Weserzeitung (i Bremen), Frankfurter Zeitung, Schwäbischer Merkur (i Stuttgart), Magdeburgische zeitung, Schlesische Zeitung (i Breslau), Münchener neueste Nachrichten.
Under 1900-talets början tillkom den konservativa Deutsche Tageszeitung, den nationellt oavhängiga Tägliche Rundschau, Berliner Morgenpost och B. Z. am Mittag.
Den socialistiska pressen utvecklades under 1870-talet, men undertrycktes av socialistlagen som var i kraft 1878-1890. Den främsta var socialdemokraternas Vorwärts (1876-1933, under exil i Paris 1933-1938, nygrundad 1948, partiorgan för SPD).
Tidiga illustrerade tyska veckotidningar var Illustrirte Zeitung (1843), Gartenlaube (1853), Über Land und Meer (1858) och Die Woche (1899). Skämttidningarna Kladderaditsch (1848), Fliegende Blätter (1845), Simplicissimus Ulk och Lustigie Blätter.